# Bataille d'Amgala (1989)
Pour les articles homonymes, voir Bataille d'Amgala.
Guerre du Sahara occidental
Batailles
La bataille d'Amgala est livrée le matin du 8 novembre 1989 pendant la guerre du Sahara occidental. L'armée marocaine repousse l'attaque du Front Polisario.

## Contexte
L'attaque du Polisario a pour but de pousser le roi Hassan II à participer aux négociations de paix portées par l'organisation des Nations unies et l'organisation de l'unité africaine.

### Forces en présence
Le secteur est défendu par les troupes d'élite du 4e bataillon du régiment parachutiste marocain. Cette zone est cruciale pour les forces armées royales car à la jonction du commandement nord de Haouza et du commandement sud de Guelta Zemmour. Le Polisario engage deux bataillons avec de nombreux blindés. Le matériel lourd employé par le Polisario laisse penser qu'il a reçu un soutien extérieur.

## Déroulement
Le 8 novembre 1989, au lendemain du discours du roi Hassan II commémorant la Marche verte et félicitant les FAR d'avoir « complètement maîtrisé » la situation militaire au Sahara occidental et les populations sahraouies qui ont « prouvé depuis 1975 leur attachement à leur marocanité », le Front Polisario lance une attaque massive dans la région d'Amgala.
Les deux colonnes mécanisées sahraouies franchissent le mur marocain sur 22 kilomètres en direction de Smara. Pendant les 4 heures et 15 minutes de combat, l'armée marocaine repousse les combattants polisariens qui ont été « écrasés » selon un communiqué du ministère marocain de l'information.

## Bilan et conséquences
Les pertes humaines et matérielles sont lourdes dans les deux camps. Un communiqué du ministère marocain de l'information donne comme bilan la mort de 87 polisariens et 45 soldats marocains. Le Maroc reconnait aussi 56 blessés.
Le Front Polisario annonce un lourd bilan concernant les pertes marocaines qui seraient de 250 tués et 350 blessés, bilan qui paraît exagéré,. De plus, 28 soldats marocains auraient été capturés.
Un chasseur Mirage F1 est abattu par le Polisario, ce qui est démenti par Rabat.